# Artémie
Artemia
Famille
Genre
Synonymes
- genre Artemesia Latrielle, 1816[1]
- Artemia parthenogenetica Bowen & Sterling, 1978[1]
- genre Artemis Thompson, 1834[1]
- genre Artemisus Lamarck, 1818[1]
- genre Callaonelia Kulczycki, 1885[1]
- genre Eulimene Latrielle, 1816[1]

Artemia, les Artémies, est un genre de Crustacés, le seul de la famille des Artemiidae. Ce sont des petits crustacés vivant dans les lacs salés, les lagunes et les marais salants. L'espèce la plus connue est Artemia salina.
Les Artémies sont souvent improprement appelés Artémias (d'après leur nom scientifique).

## Liste desespèces
D'après Alireza Asem (2010) :
- Artemia franciscana Kellogg, 1906
- Artemia monica Verrill, 1869
- Artemia parthenogenetica Bowen and Sterling, 1978
- Artemia persimilis Piccinelli & Prosdocimi, 1968
- Artemia salina Linnaeus, 1758
- Artemia sinica Cai, 1989
- Artemia tibetiana Abatzopoulos, Bo Zhang, et Patrick Sorgeloos, 1998
- Artemia urmiana Gunther, 1899

Selon BioLib (31 janvier 2019) :
- Artemia australis Sayce, 1903
- Artemia franciscana Kellogg, 1906
- Artemia gracilis Verrill, 1869
- Artemia monica Verrill, 1869
- Artemia parthenogenetica Bowen & Sterling, 1978
- Artemia persimilis Piccinelli, Prosdocimi, 1968
- Artemia proxima King, 1855
- Artemia salina (Linnaeus, 1758)
- Artemia sinica C. Yaneng, 1989
- Artemia tibetiana T.J. Zhang, B. Sorgeloos, 1998
- Artemia tunisiana Bowen & Sterling, 1978
- Artemia urmiana Günther, 1900
- Artemia westraliensis Sayce, 1903

Selon Catalogue of Life (31 janvier 2019) et ITIS (31 janvier 2019) :
- Artemia franciscana Kellogg, 1906
- Artemia gracilis Verrill, 1869
- Artemia monica Verrill, 1869
- Artemia parthenogenetica Bowen & Sterling, 1978
- Artemia persimilis Piccinelli & Prosdocimi, 1968
- Artemia salina (Linnaeus, 1758)
- Artemia sinica Cai, 1989
- Artemia tibetiana Abatzopoulos, Bo Zhang, & Patrick Sorgeloos, 1998
- Artemia tunisiana Bowen & Sterling, 1978
- Artemia urmiana Gunther, 1900

Selon World Register of Marine Species (31 janvier 2019) :
- Artemia americana Barrigozzi, 1974
- Artemia bivalens Artom, 1912
- Artemia cagliartiana Samter & Heymons, 1902
- Artemia elegans in Seale, 1933
- Artemia franciscana Kellog, 1906
- Artemia jelskii Grube, 1874
- Artemia micropirencia Artom, 1921
- Artemia monica Verrill, 1869
- Artemia odessensis Barrigozzi, 1980
- Artemia persimilis Piccinelli & Prosdocimi, 1968
- Artemia salina (Linnaeus, 1758)
- Artemia sessuata Artom, 1906
- Artemia sinica Cai, 1989
- Artemia tibetiana Abatzopoulos, Zhang & Sorgeloos, 1998
- Artemia univalens Artom, 1912
- Artemia urmiana Günther, 1899
- Artemia westraliensis Sayce, 1903

### Les « Pifises »
Le magazine Pif Gadget, en 1970, 2004 et mars 2017, et Le Journal de Mickey, en 1996 puis en 2002, ont offert des « Pifises » à leurs lecteurs. Il s'agissait de sachets contenant des œufs d'Artemia salina ; ils reprenaient ainsi (mais sans chercher à tromper les lecteurs) l'escroquerie des « stupéfiants singes de mer », montée dans les années 1950 par Harold von Braunhut.